# Aspidolea suturella
Aspidolea suturella är en skalbaggsart som beskrevs av Höhne 1922. Aspidolea suturella ingår i släktet Aspidolea och familjen Dynastidae. Inga underarter finns listade.